# Chiesa di San Giovanni Battista (Matera)
La chiesa di San Giovanni Battista è un edificio di culto risalente ad epoca medievale, situato nella città di Matera.

## Storia
È stata la prima struttura sacra a sorgere fuori dalle mura della città.
Fu costruita, a partire dal 1230, sopra una vecchia chiesetta denominata al tempo Santa Maria Nuova, e terminata nel 1233.
Durante la guerra d'Otranto (1480) fu abbandonata; fu poi riaperta al culto nel 1695 e intitolata a san Giovanni Battista. La struttura subì diverse modifiche nel corso dei secoli.

## Architettura

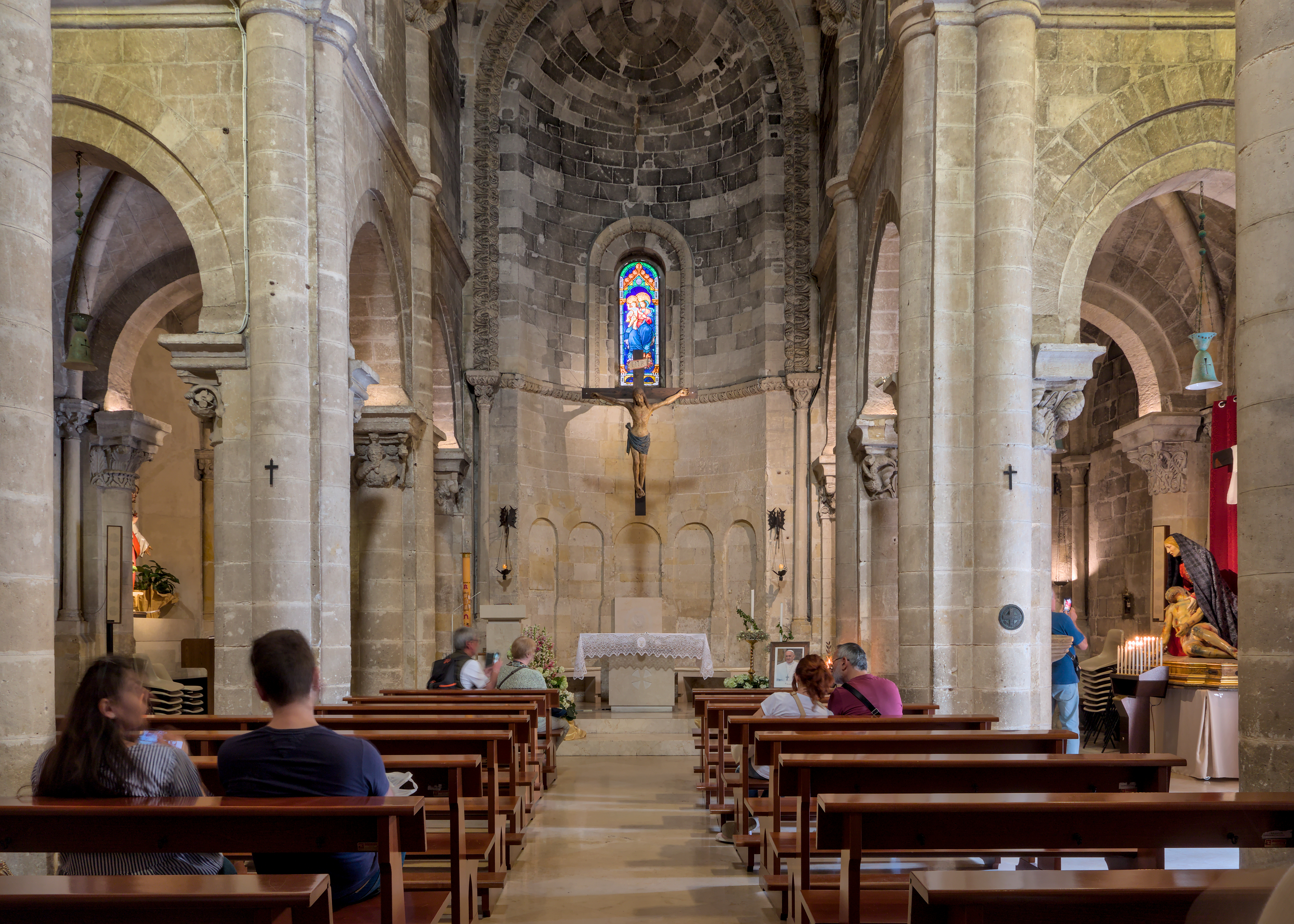
L'interno

La sua architettura è principalmente romanica, ma si notano influenze di vari stili, come quello arabo nei portali, gotico negli archi e greco per via della sua pianta a croce.
Il fianco destro della chiesa (il tempio non ha una vera e propria facciata) è dominato dal portale principale, finemente decorato con volute vegetali; è ornato anche da colonnine pensili e sculture di animali. Un'opera di tufo rappresentante san Giovanni Battista occupa la nicchia sotto il rosone del grande timpano.
L'interno ha tre navate, delimitate da otto pilastri sormontati da capitelli decorati con motivi floreali e animali; la navata centrale presenta la volta a stella, mentre sulle navate laterali le grandi arcate trasversali formano volte a crociera. Le cappelle medievali contengono un affresco del XVI secolo della Madonna della Nova e due statue lignee rappresentanti i santi medici Cosma e Damiano. Nella cappella sull'altare è presente una tela della metà del Settecento di Vito Antonio Conversi.

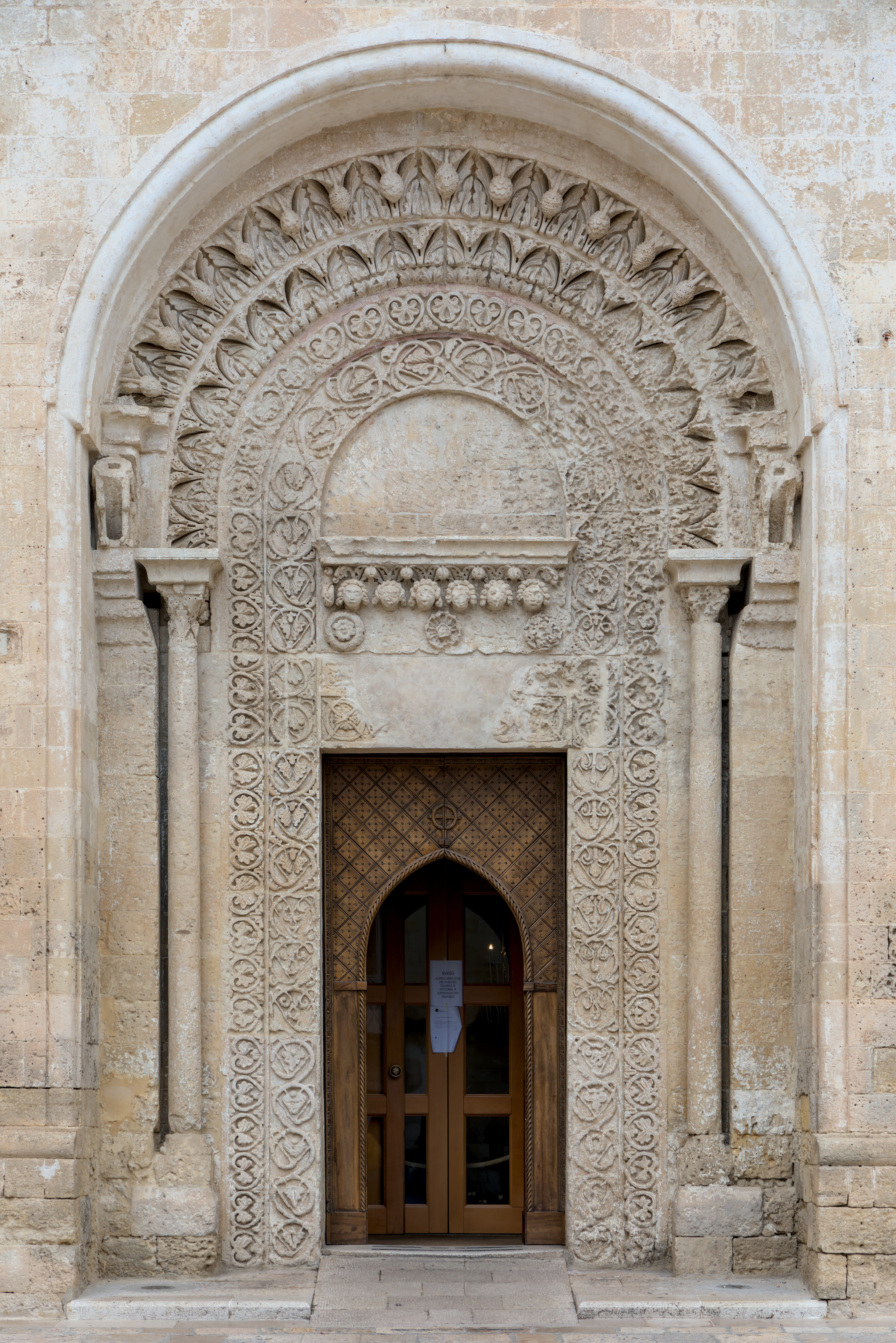
Portale
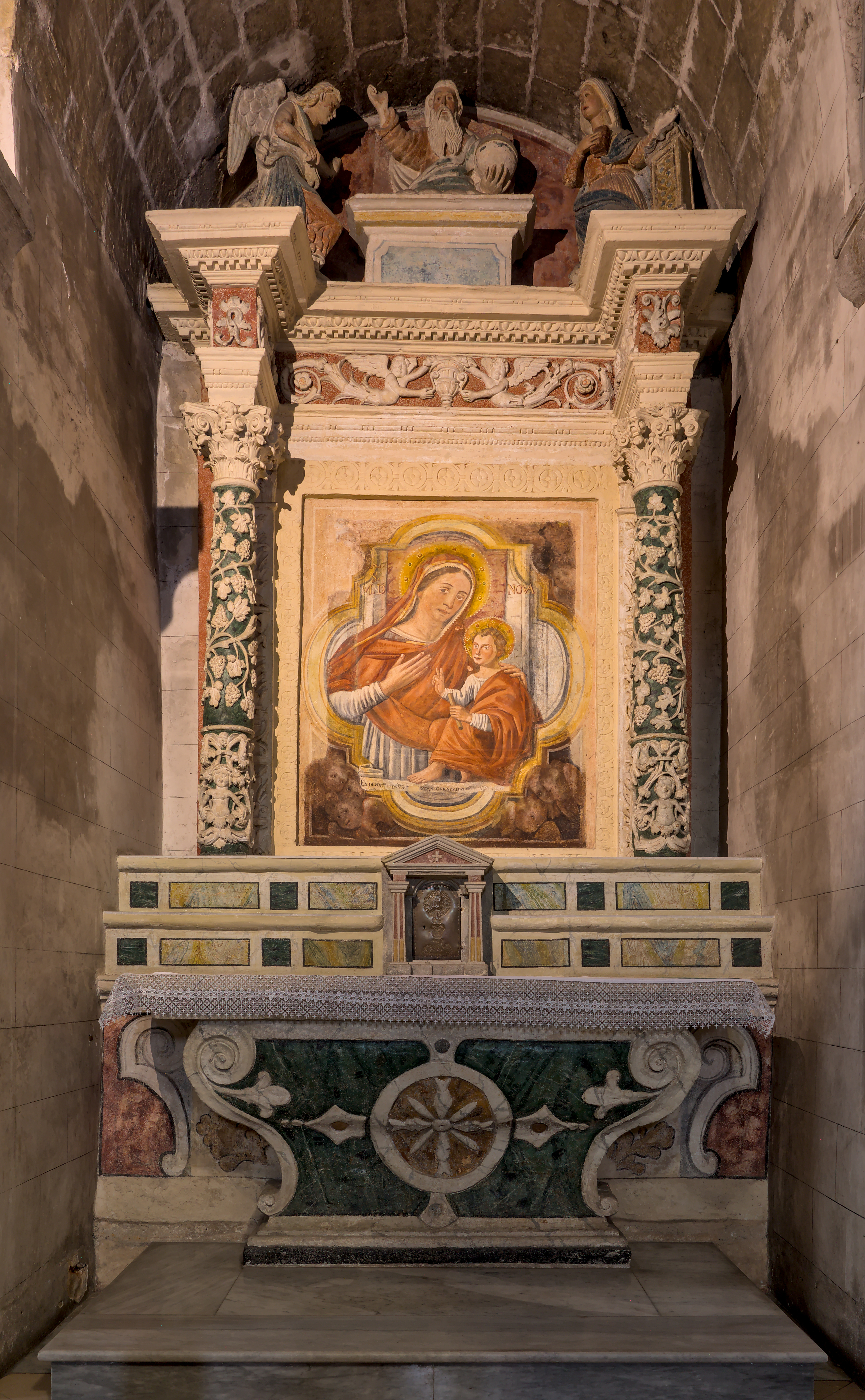
Cappella della navata sinistra, con affresco di Santa Maria la Nova sopra un altare policromo
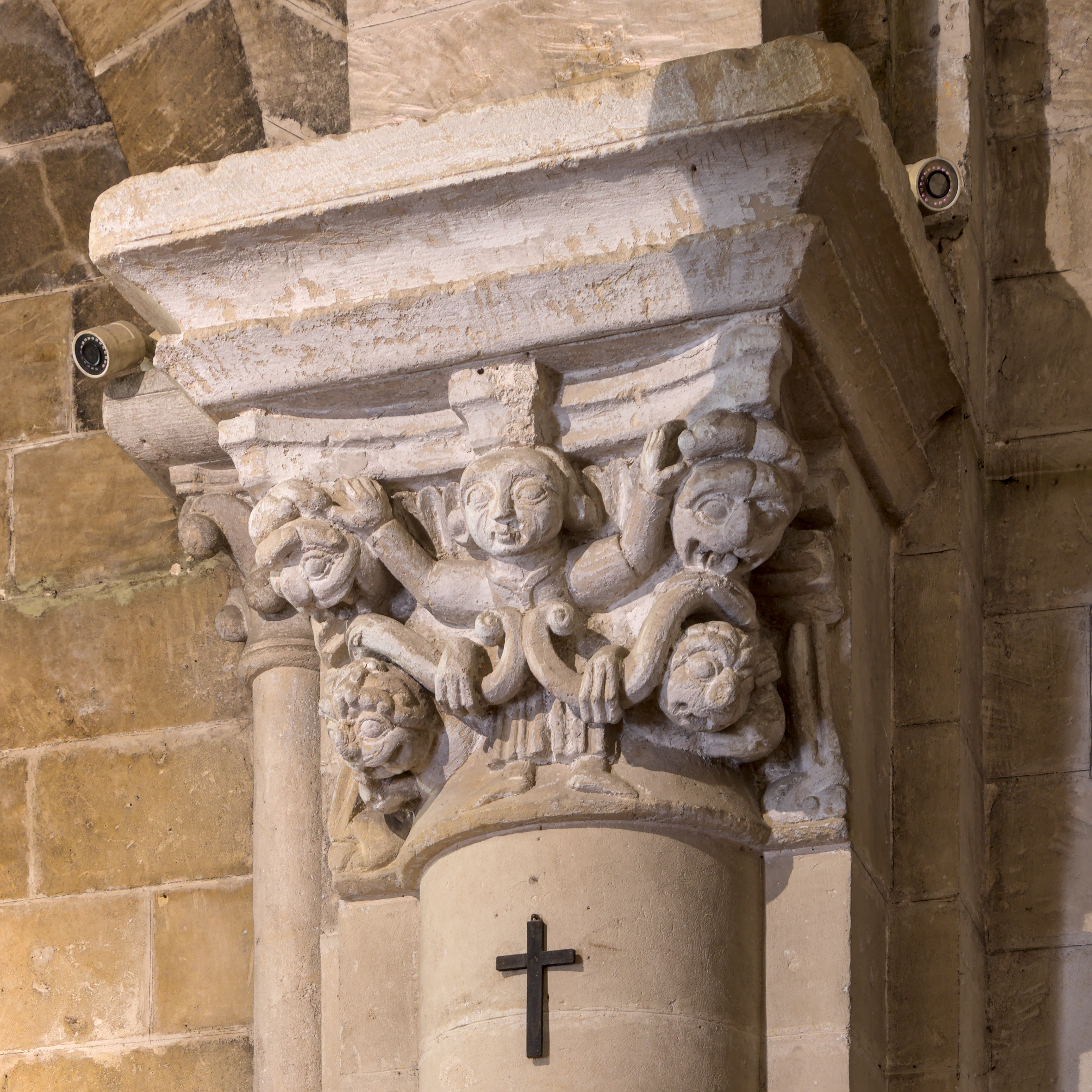
Un capitello
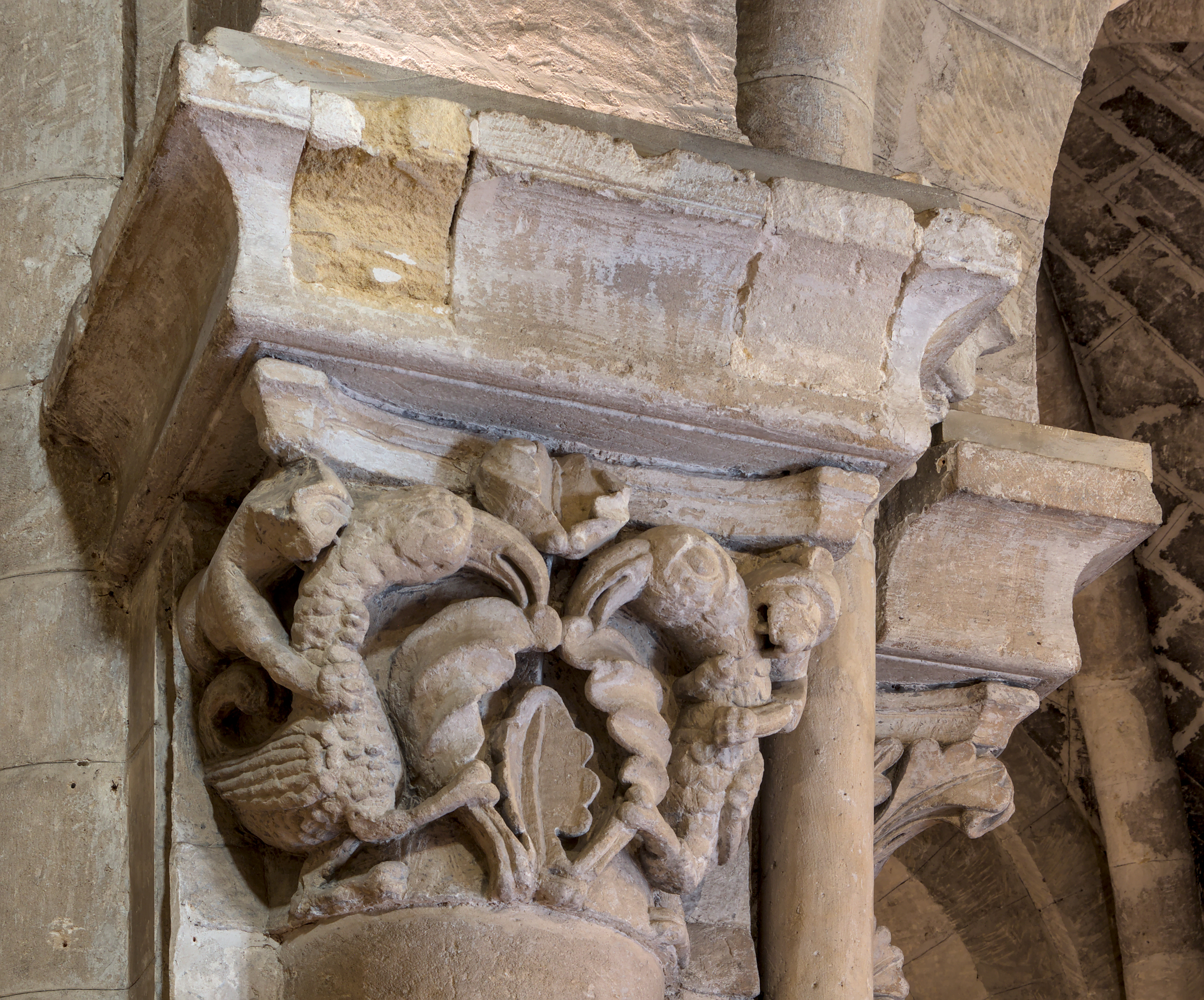
Un capitello